# Język batuley
Język batuley (Gwatle lir) – język austronezyjski używany w prowincji Moluki w Indonezji, w siedmiu wsiach we wschodniej części wysp Aru. Posługuje się nim 4 tys. osób.
Wszyscy jego użytkownicy znają także lokalny malajski, a wielu posługuje się również indonezyjskim. Jego bliskim krewnym jest język mairiri, klasyfikowany także jako dialekt.
Sporządzono opis jego gramatyki. Nie wykształcił piśmiennictwa.